# Dendronephthya latipes
Dendronephthya latipes is een zachte koraalsoort uit de familie Nephtheidae. De koraalsoort komt uit het geslacht Dendronephthya. Dendronephthya latipes werd in 1960 voor het eerst wetenschappelijk beschreven door Tixier-Durivault & Prevor. 